# Millennium
Een millennium, van Latijn 'mille', duizend en 'annus', jaar, is een aaneengesloten periode van duizend jaar. In een meer specifieke betekenis is een millennium een van de perioden van duizend jaren waarin de jaartelling de tijd regelmatig indeelt. Het eerste millennium, gevolgd door het tweede millennium en het derde millennium.
Het eerste millennium bestaat dan uit de eerste duizend jaren, en begint met het jaar 1 en eindigt als er 1000 jaren voorbij zijn, dus aan het eind van het jaar 1000. Het tweede millennium begint met het jaar 1001 en eindigt aan het eind van het jaar 2000. Het derde millennium is begonnen met het jaar 2001.
Hoewel de Gregoriaanse kalender toen nog niet bestond, is het eerste jaar het jaar 1. Er is dus geen jaar 0. De internationale norm ISO 8601 gebruikt de proleptische gregoriaanse kalender en kent weliswaar een jaartal 0000, maar dat is het jaar 1 v.Chr., dus het jaar voor het jaar 1.

## Begin van een millennium
In de strikte betekenis begint het eerste millennium met het jaar 1. Voor veel mensen lijkt een nieuwe periode aan te breken als een jaar begint waarvan het jaartal eindigt op 000, zoals 2000. Zij gaan ervan uit dat een nieuw millennium  begint bij het aanbreken van zo'n jaartal. Dit is ook het thema van de millenniumvergissing.
Ook de internationale norm ISO 8601 laat een millennium beginnen met een jaar met een jaartal dat deelbaar is door 1000. De periode 1000 t/m 1999 (de jaartallen van vier cijfers die beginnen met 1) vormen een millennium, en wel het tweede.